# Torrevecchia Teatina
Torrevecchia Teatina est une commune de la province de Chieti dans la région Abruzzes en Italie.

## Administration
| Période                                  | Période  | Identité       | Étiquette | Qualité |
| ---------------------------------------- | -------- | -------------- | --------- | ------- |
| 14 juin 2004                             | En cours | Marino Mincone |           |         |
| Les données manquantes sont à compléter. |          |                |           |         |

### Communes limitrophes
Chieti, Francavilla al Mare, Ripa Teatina, San Giovanni Teatino